# Josep Oltra
Josep Oltra (Benasau, 1899- Francia, 1972) fue un político y ensayista español que desarrolló su actividad en Cataluña donde llegó a ser Conseller de Economía.
Aunque militó en el Partido Comunista de España en sus orígenes, lo abandonó pronto para integrarse en el Bloc Obrer i Camperol. En 1935, siguió los pasos de esta formación política con su integración en el Partido Obrero de Unificación Marxista (POUM).
Activo miembro del POUM, fue designado Conseller de Economía de la Generalidad de Cataluña, destacando por su política de colectivizaciones de empresas. Los sucesos de mayo de 1937, en plena Guerra Civil, desmontan el sistema de colectivización creado por uno de estatalización dentro de una economía de guerra.
Con la llegada de las tropas franquistas a Cataluña y la pérdida de la guerra, Oltra huyó a Francia en donde permaneció hasta su muerte.

## Obras
- El POUM i la col·lectivització d'indústries i serveis (1936) (en catalán)
- Socialización de fincas urbanas y municipalización de los servicios (1937) (en catalán)
- La guerra i la revolució a Catalunya en el terreny econòmic (1937) (en catalán)
- Conferència de la indústria tèxtil del POUM (1937) (en catalán)